# モンキーブレッド
モンキーブレッド（英: Monkey bread、プラッキングケーキ（Plucking cake）、プルアパートブレッド（Pull-apart bread）、バブルブレッド（Bubble bread）とも）は、アメリカ合衆国で朝食用またはご馳走として出されている柔らかくて甘い粘着性のあるペイストリーである。シナモンを振りかけて焼いた柔らかいパン生地から成っている。行事やストリートフェアで出されることが多い。

## 名称

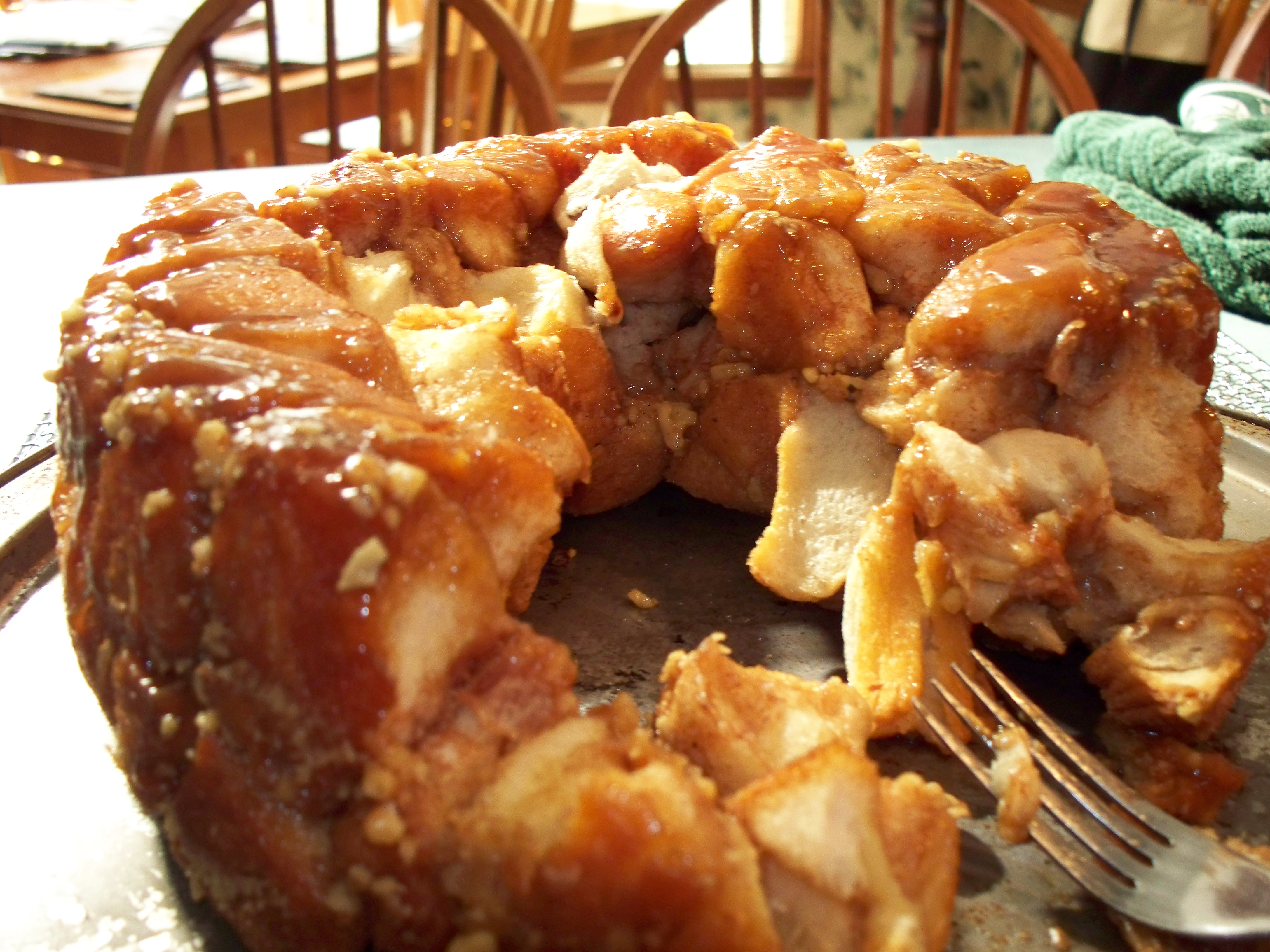
フォークでつついて食べられているモンキーブレッド

「モンキーブレッド」の語源はこのペイストリーが軽食であったことや消費者が猿のようにパンをつつくところから来ている。

## 起源
現在、アメリカ合衆国でモンキーブレッドとして最もよく知られているのは実はハンガリーのデザートである「アラニー・ガルシュカ」（「黄金の焼き団子」という意味）である。ハンガリーの文献では1880年代まで遡り、ハンガリー人がアメリカに移住する際にこの料理を持ち込み、20世紀半ばにハンガリー人とアシュケナジムが経営するベーカリーで販売されてからはこの国の食の景観に取り入れられた。
1972年にベッツィー・クロッカーが発表した料理本には「アラニー・ガルシュカ」のレシピが含まれており、「ハンガリー・コーヒーケーキ」として紹介されている。アメリカで普及するようになると、「アラニー・ガルシュカ」はシナモンや砂糖ではなくバターだけをつけた丸い生地を入れたモンキーブレッドと混同されるようになる。「モンキーブレッド」は瞬く間にハンガリー系ユダヤ人のデザート向けの一般的な名称となった。
このパンのレシピが初めて登場したのが1950年代のアメリカの女性誌や地元の料理本である。1980年代にナンシー・レーガン大統領夫人がこのパンをホワイトハウスのクリスマスの主食に出したことにより、クリスマスにモンキーブレッドを出すことを社会に広めた。

## 準備
このパンは甘みのある酵母生地（その多くは冷凍）の断片で作られており、始めに溶かしたバターやシナモン、砂糖で別々に包んだ後にフライパンの中で強火で焼かれている。刻んだクルミも頻繁に加えられている。焼き上がった商品を指で容易に引き離した上で手で食べられるようにとの配慮から、伝統的には熱い状態のままで提供される。